# Gujrat
Gujrat, deutsch auch Gudschrat, ist eine pakistanische Stadt im Distrikt Gujrat in der Provinz Punjab. Sie liegt zwischen Islamabad und Lahore, nahe dem Fluss Chanab. Nach einer Zählung von 2017 wohnen 390.533 Menschen in Gujrat.
Die Schlacht von Gujrat entschied 1849 den Zweiten Sikh-Krieg.
Die Lehmböden in der Gegend um Gujrat werden für den Anbau von Reis und Zuckerrohr genutzt, die Landwirtschaft und der Anbau beider Produkte spielt auch heute noch eine große Rolle. Des Weiteren sind Tonwaren, Messingwaren, Möbel und Baumwollprodukte wichtige Güter.
Das Klima der Stadt ist das ganze Jahr eher niederschlagsarm, es kommt jedoch auch zu heftigen Niederschlägen während der Monsunzeit von Juni bis August, mit einer Niederschlagsmenge von bis zu 670 mm. Oft kommt es zu leichtem Hochwasser in einigen Stadtteilen. Die Temperaturen schwanken von um den Gefrierpunkt im Winter bis 45 °C im Sommer.
Die nächstgelegene größere Stadt ist Lahore, die circa 120 km südlich von Gujrat liegt. Sie liegt am Fluss Chanab. Gujrat besitzt eine Universität, mehrere Colleges und zwei große Basare (Einkaufszentren) und ist vor allem am Abend eine lebendige Stadt.

## Söhne und Töchter der Stadt
- Manzoor Hussain Atif (1928–2008), Hockeyspieler und Sportfunktionär
- Imtiaz Bhatti (* 1933), Radrennfahrer
- Chaudhry Pervaiz Elahi (* 1945), Politiker
- Chaudhry Shujaat Hussain (* 1946), Politiker